# Maunawili
Maunawili – census-designated place (CDP) na wyspie Oʻahu, w hrabstwie Honolulu, na Hawajach, w Stanach Zjednoczonych. Według szacunków United States Census Bureau w roku 2010 CDP miało 2 040 mieszkańców.

## Geografia
Według United States Census Bureau census-designated place obejmuje powierzchnię 1,9 mil2 (4,8 km²).

## Demografia
Według spisu z roku 2000, CDP zamieszkiwało 4 869 osób, które tworzyło 1 458 gospodarstw domowych i 1 224 rodzin. Średni roczny dochód dla gospodarstwa domowego wynosił 82 148  $ a średni roczny dochód dla rodziny to 84 294 $. Średni roczny dochód na osobę wynosił 30 551 $ (51 078 $ dla mężczyzn i 36 324 $ dla kobiet). 2,5% rodzin i 1,5% mieszkańców census-designated place żyło poniżej granicy ubóstwa, z czego 3,6% to osoby poniżej 18 lat a 2,3% to osoby powyżej 65 roku życia.